# 日本国との平和条約

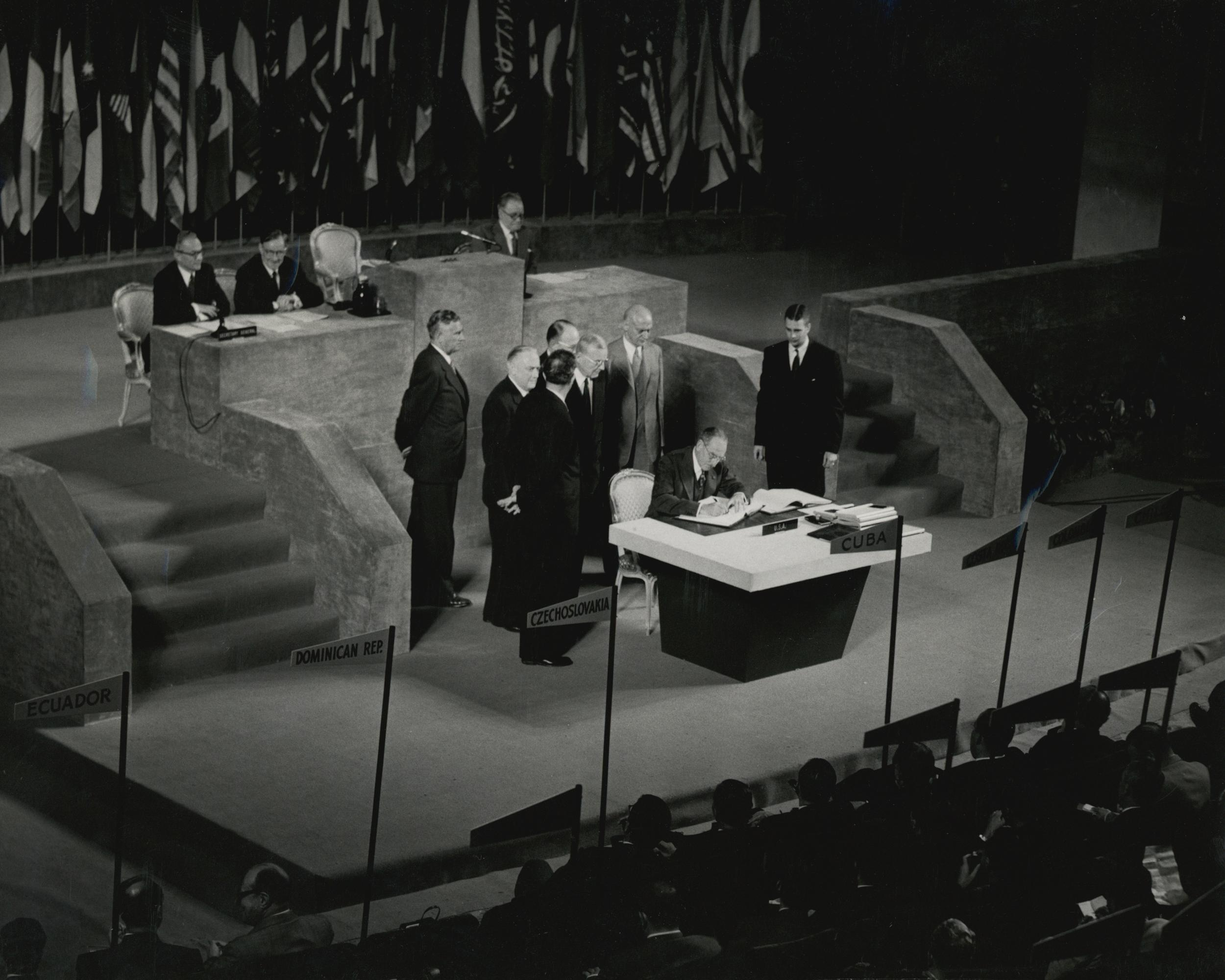
アメリカ側が署名している様子を撮影。日本国側が署名している写真では見えない人物の顔が見えている。

日本国との平和条約（にっぽんこくとのへいわじょうやく、英語: Treaty of Peace with Japan、昭和27年条約第5号）は、1951年9月8日に第二次世界大戦・太平洋戦争後に関連して連合国諸国と日本との間に締結された平和条約。通称はサンフランシスコ平和条約。サンフランシスコの英語の頭文字（San Francisco）を取ってSF条約とも呼ばれる）。

## 概要
この条約を批准した連合国は日本国の主権を承認。国際法上、この条約により日本と多くの連合国との間の「戦争状態」が終結した。なお、ソビエト連邦は会議に出席したが、連合国軍による占領終了後におけるアメリカ軍の駐留継続に反対する姿勢から条約に署名しなかった。旧イギリス領のインドとビルマは欠席した。旧オランダ領のインドネシアは条約に署名したが、議会の批准は実施しなかった。その後、日本はインドネシア、中華民国（台湾）、インド、ビルマとの間で個々に平和条約を締結したが、ソビエト連邦(およびその国際的地位を継承したロシア連邦)との平和条約は締結されていない。
本条約はアメリカ合衆国のカリフォルニア州サンフランシスコ市において署名されたことから、サンフランシスコ平和条約、サンフランシスコ講和条約ともいう。1951年（昭和26年）9月8日に署名され、同日に日本国とアメリカ合衆国との間の安全保障条約も署名された。11月18日、第12回国会で承認された後、翌年の1952年（昭和27年）4月28日に公布・発効された。

## 正文
この条約の後文には「千九百五十一年九月八日にサン・フランシスコ市で、ひとしく正文である英語、フランス語及びスペイン語により、並びに日本語により作成した」との一文があり、日本語版は正文に準じる扱いとなっている。日本語が加えられているのは当事国であるためである。日本では外務省に英文を和訳させ、これを正文に準ずるものとして締約国の承認を得た上で条約に調印した。現在条約締結国に保管されている条約認証謄本は日本語版を含む4カ国語のものである。
1945年10月24日に発足した国際連合の公用語は英語・フランス語・スペイン語・ロシア語・中国語の5カ国語であったが、ソビエト連邦と中国がこの条約には加わらなかったことから、ロシア語と中国語での条約認証謄本の作成は行われていない。

## 内容

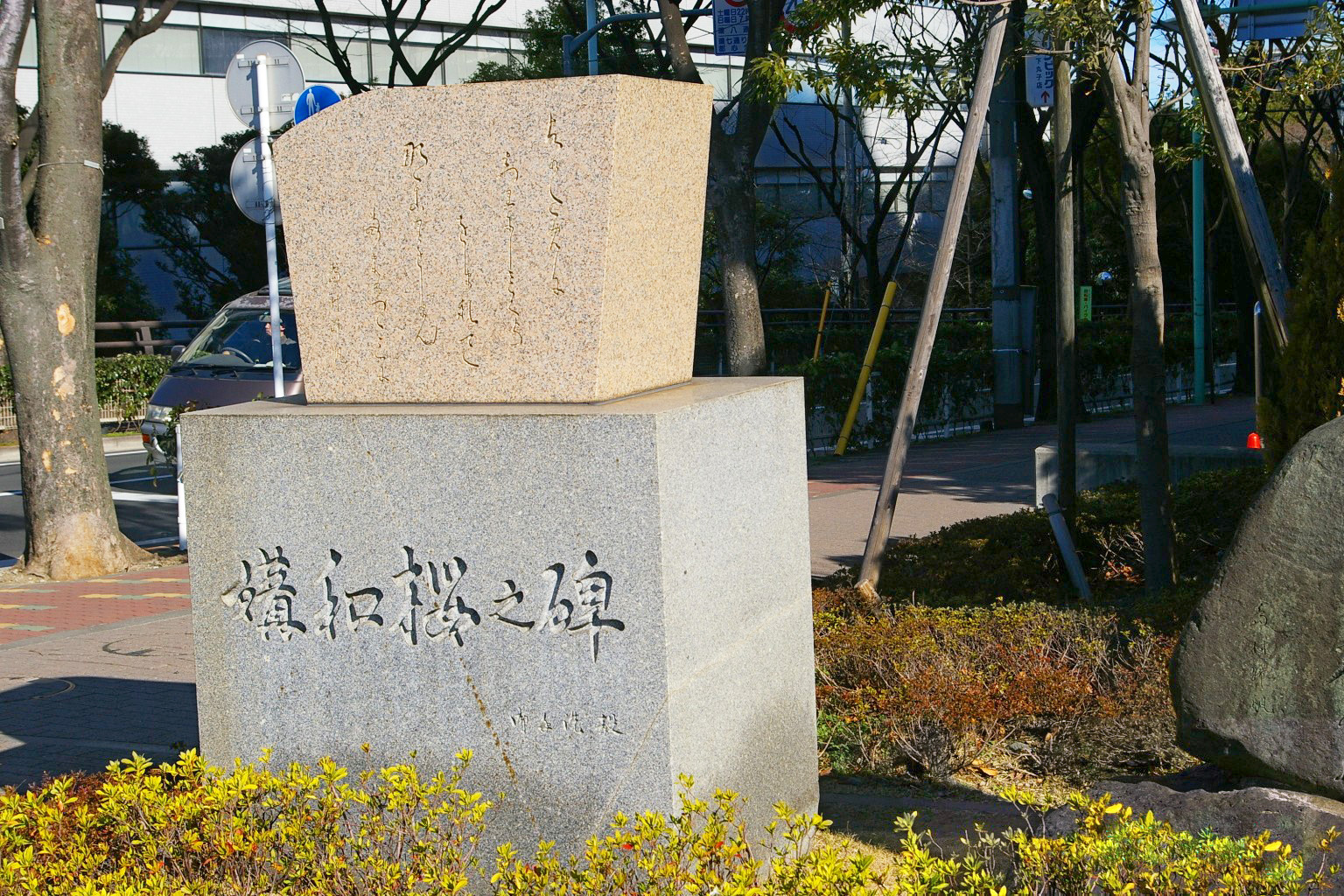
講和桜之碑（東京都大田区下丸子）

- 日本と連合国との戦争状態の終了（第1条(a)）
- 日本国民の主権の回復（第1条(b)）

### 領土の放棄または信託統治への移管
- 台湾（フォルモサ）・澎湖諸島（ペスカドレス）の権利、権限及び請求権の放棄（第2条(b)）
- 朝鮮の独立を承認。済洲島、巨文島及び欝陵島を含む朝鮮に対する全ての権利、権原及び請求権の放棄（第2条(a)）
- 千島列島・南樺太（南サハリン）の権利、権限及び請求権の放棄（第2条(c)）
- 国際連盟からの委任統治領であった南洋諸島の権利、権限及び請求権の放棄。同諸島を国際連合の信託統治領とする1947年4月2日の国際連合安全保障理事会決議を承認（第2条(d)）
- 南極（大和雪原など）の権利、権限及び請求権の放棄（第2条(e)）
- 新南群島（スプラトリー諸島）・西沙群島（パラセル諸島）の権利、権原及び請求権の放棄（第2条(f)）
- 南西諸島（北緯29度以南。琉球諸島・大東諸島など）・南方諸島（孀婦岩より南。小笠原諸島（ボニン諸島）・西之島（ロサリオ島）・火山列島）・沖ノ鳥島・南鳥島（マーカス島）をアメリカ合衆国の信託統治領とする同国の提案があればこれに同意（第3条）

### 戦前の国際協定に基づく権利等の放棄
- サンジェルマン条約、ローザンヌ条約及びモントルー条約に基づくボスポラス海峡・マルマラ海・ダーダネルス海峡に関する権利及び利益の放棄（第8条(a)）
- ヤング案に基づく諸協定や国際決済銀行条約など、第一次世界大戦の連合国として有していた対ドイツ賠償に関わる権利、権原及び利益の放棄（第8条）
- 北京議定書（付属書、書簡、文書含む）の廃棄。同議定書に由来する利得及び特権を含む中国における全の特殊の権利及び利益を放棄（第10条）

### 国際協定の受諾
- 世界人権宣言の実現に向けた努力（前文）
- 国際連合憲章第2条に掲げる義務を受諾（第5条(a)）

「主権平等」「国際紛争の平和的解決」「領土問題と独立問題の平和的解決」「国連の強制行動への支援、強制行動対象国への支援の自粛」「非加盟国が原則に従って行動することの保証」「憲章が負わせる義務の履行」「加盟国の国内問題への不干渉（但し枢軸国へのそれを除く）」の7大原則に従うことを指す
- 第二次世界大戦（ポーランド侵攻を受けてイギリスとフランスがドイツ国に宣戦した1939年9月1日を勃発日と本条約では定義する[注釈 6]）を終了させるために現に締結されもしくは将来締結される条約、連合国が平和の回復またはこれに関連して行う取極の完全な効力を承認（第8条(a)）
- 国際連盟及び常設国際司法裁判所を廃止するための取極を受諾（第8条(a)）
- 極東国際軍事裁判所並びに日本国内及び国外の他の連合国戦争犯罪法廷（例として南京軍事法廷、ニュルンベルク裁判）の判決を受諾（第11条）

### 賠償
- 日本が行うべき賠償は役務賠償のみとし、賠償額は個別交渉する（第14条(a)1 など）
- 日本の商標・文学的及び美術的著作権は連合国各国の一般的事情が許す限り日本に有利に取り扱う（第14条(a)2-III-v）
- 連合国は、連合国の全ての賠償請求権、戦争の遂行中に日本国及びその国民がとった行動から生じた連合国及びその国民の他の請求権、占領の直接軍事費に関する連合国の請求権を放棄（第14条(b)）

### 安全保障
- 連合国は、日本が主権国として国際連合憲章第51条に掲げる個別的自衛権または集団的自衛権を有すること、日本が集団的安全保障取り決めを自発的に締結できることを承認（第5条(c)）

### その他
- 連合国日本占領軍は本条約効力発生後90日以内に日本から撤退。ただし日本を一方の当事者とする別途二国間協定または多国間協定により駐留・駐屯する場合はこの限りではない[注釈 7]（第6条(a)、#単独講和と全面講和論）
- 連合国は、本条約効力発生後1年以内に、戦前に日本と結んだ二国間条約・協約を引き続いて有効としまたは復活させることを希望するかを日本に通告。通告された条約・協約は、通告日の3ヶ月後に、本条約に適合させるための必要な修正を受け、国際連合事務局に登録された上で有効または復活する。通告がなされなかった対日条約・協約は廃棄される（第7条(a)）
- 日本は、占領期間中に、占領当局の指令に基き、もしくはその結果として行われ、または当時の日本の法律によって許可された全ての作為または不作為の効力を承認。前述の作為又は不作為を理由として連合国民を民事責任または刑事責任に問わない（第19条(d)）
- 日本は、連合国による在日ドイツ財産処分のために必要な措置を取り、財産の最終的処分が行われるまでその保存・管理に責任を負う（第20条）

## 条約解釈と諸問題

### 領土
ポツダム宣言の8項（カイロ宣言は履行されるべきこと）を受けて規定された条項である。日本には領土の範囲を定めた一般的な国内法が存在せず、本条約の第2条が領土に関する法規範の一部になると解されている。国際法的には、「日本の全ての権利、権原及び請求権の放棄」とは、処分権を連合国に与えることへの日本の同意であるとイアン・ブラウンリーは解釈している。例えば台湾は、連合国が与えられた処分権を行使しなかったため条約後の主権は不確定とし、他国の黙認により中国の請求権が凝固する可能性を指摘している。

#### 竹島問題
竹島の扱いについては草案から最終版までに下記の変遷を辿っている。
- 1947年3月19日版以降：日本は済州島、巨文島、鬱陵島、竹島の4島を放棄すること。
  - 1949年11月14日、アメリカ駐日政治顧問ウィリアム・ジョセフ・シーボルドによる竹島再考の勧告。「これらの島についての日本の主張は古く、正当なものと思われる。そして多分ここにアメリカの気象観測所とレーダー基地を設置することもできるようだから安保的に望ましいことだ。」[6]
- 1949年12月29日版以降：日本は済州島、巨文島、及び、鬱陵島を放棄すること。日本の保有領土の項に竹島を明記。
- 1951年6月14日版以降：日本は済州島、巨文島、及び、鬱陵島を放棄すること。（日本の保有領土の項は無くなる）
  - 1951年7月19日、韓国政府、日本が済州島、巨文島、鬱陵島、竹島（韓国名：独島）、及び、波浪島を放棄することを条約に盛り込むことを求める[注釈 8]。
- 1951年9月8日版(最終版)：日本は済州島、巨文島、及び、鬱陵島を放棄すること。

#### 沖ノ鳥島に関する記述
この条約においては、沖ノ鳥島の存在、取り扱いについて明記されている。

#### 北方領土問題
第二章第二条(c)において日本が放棄した千島列島の範囲について、特に南千島（択捉島、国後島）を含むかどうかに解釈上の争いがある。

#### 地名表記の英名
樺太はサハリン（Sakhalin）、千島列島はクリル（Kurile）、台湾はフォルモサ（Formosa）、澎湖諸島はペスカドレス（Pescadores）、新南群島はスプラトリー（Spratly）、西沙群島はパラセル（Paracel）、小笠原諸島をボニン（Bonin）、南鳥島をマーカス（Marcus）と西之島はロサリオ（Rosario）と英文ではなっている。

### 「外地人」の日本国籍喪失
条約に基づき領土の範囲が変更される場合は当該条約中に国籍の変動に関する条項が入ることが多いが、本条約には明文がない。しかし、国籍や戸籍の処理に関する指針を明らかにした1952年（昭和27年）4月19日法務府民事局長通達・民事甲第438号「平和条約の発効に伴う朝鮮人台湾人等に関する国籍及び戸籍事務の処理について」により本条約第2条(a)(b)の解釈として朝鮮人及び台湾人は日本国籍を失うとの解釈が示された。1961年（昭和36年）の最高裁判所判決でも同旨の解釈を採用した。もっとも、台湾人の国籍喪失時期については本条約ではなく日華平和条約の発効時とするのが最高裁判例である。

### 東京裁判の受諾問題
東京裁判（極東国際軍事裁判）の「受諾」について書かれた11条について議論が行われている。

### 著作権保護期間の戦時加算
戦時中は連合国・連合国民の有する著作権の日本国内における保護が十分ではなかったとの趣旨から、本条約第15条(c)の規定に基づき連合国及び連合国民の著作権の特例に関する法律が制定され、著作権法に規定されている保護期間に関する特例（戦時加算）が設けられている。

## 経緯

### 冷戦と朝鮮戦争
第二次世界大戦終結後、「エルベの誓い」で握手を交わしたはずのソ連とアメリカは対立するようになり、東西の冷戦構造が戦後の国際社会で形成されてゆく。中国大陸では国民党政権と共産党政権が対立し、内戦に発展した（国共内戦）。内戦中、ソ連は中国共産党政権を支援した。1949年9月末の時点で、共産党政権は、中華民国（国民党政権）が主張する領域のうち、チベットと新疆省を除く大陸部を占領した。1949年10月に北平（今の北京）において共産党政権は中華人民共和国の建国を宣言し、12月に国民党政権は台湾に移った。
その後、連合軍軍政期を経て米ソ両国により南北に分断された朝鮮半島において1950年に朝鮮戦争が勃発した。ソ連と中国共産党政権は北朝鮮を支援し、アメリカ、イギリスなどは大韓民国を支援した。こうした背景があり、ソ連とアメリカの関係は悪化し、連合国構成国間の講和条約締結にむけた交渉は混迷した。最終的にソ連の代表は講和会議に出席したものの講和条約には署名しなかった。中華民国（国民党政権）および共産党政権の代表は招待されなかった。

### 単独講和と全面講和論
こうした国際情勢を受けて日本国内では、西側諸国との単独講和論と、東側諸国とも締結すべきとする全面講和論とが対立した。
単独講和とは自由主義（資本主義）国家陣営に属し、連合軍による占領終了後もまたアメリカとの二国間軍事同盟を締結してアメリカ軍部隊のみ「在日米軍」とし駐留を引き続き維持させる立場であった。ただ、実際には52ヶ国が講和条約に参加しており、そのため多数講和または部分講和ともいわれる。この他、片方の陣営とのみ講和を締結するという立場から片面講和という言い方もある。
全面講和論は自由主義と共産主義国家の冷戦構造の中で中立の立場をとろうとするもの。いずれもソ連と中華人民共和国を含むか含まないかが争点となった。全面講和論者の都留重人は、単独講和とは、共産主義陣営を仮想敵国とした日米軍事協定にほかならないとしている。
内閣総理大臣吉田茂は単独講和を主張していたが、これに対して1946年3月に貴族院議員となっていた南原繁（東京帝国大学教授）がソビエト連邦などを含む全面講和論を掲げ、論争となった。また日本共産党、労働者農民党らは全面講和愛国運動協議会を結成、社会党も全面講和の立場をとった。南原は1949年12月にはアメリカのワシントンD.C.での米占領地教育会議でも国際社会が自由主義陣営と共産主義陣営に二分していることから将来の戦争の可能性に言及しながら、日本は「厳正なる中立」を保つべきとする全面講和論を主張した。1950年4月15日には南原繁、出隆、末川博、上原専禄、大内兵衛、戒能通孝、丸山真男、清水幾太郎、都留重人らが平和問題談話会を結成し、雑誌『世界』（岩波書店）1950年3月号などで全面講和論の論陣を組んだ。『世界』1951年10月号は、山川均「非武装憲法の擁護」などを掲載した「特集　講和問題」を組み、大きな反響をよんだ。
こうした全面講和論に対して1950年5月3日の自由党両院議員秘密総会において吉田は「永世中立とか全面講和などということは、云うべくして到底行なわれないこと」で、「それを南原総長などが政治家の領域に立ち入ってかれこれ言う事は曲学阿世の徒に他ならない」と批判した。南原は吉田の批判に対して「学者にたいする権力的弾圧以外のものではない」「官僚的独善」と応じ、「全面講和は国民の何人もが欲するところ」と主張した。当時、自由党幹事長だった佐藤栄作は、南原にたいし「党は政治的観点から現実的な問題として講和問題をとりあげているのであって」「ゾウゲの塔（象牙の塔）にある南原氏が政治的表現をするのは日本にとってむしろ有害である」と応じた。また小泉信三は、単独講和を米軍による占領継続よりも優るとして「米ソ対立という厳しい国際情勢下において、真空状態をつくらないことが平和擁護のためにもっとも肝要」であり、全面講和論はむしろ占領の継続を主張することになると批判し、単独講和を擁護した。他に津田左右吉は、平和を脅かす本源はソ連であると述べており、田中美知太郎は、安心していい講和など考えるほうがどうかしているとして「小生は悲憤慷慨の仲間入りをする気はしません」と述べている。
『世界』＝平和問題談話会は、「講和問題についての平和問題談話会声明」で、単独講和に反対、全面講和を主張したが、『朝日新聞』が1950年9月下旬におこなった世論調査（「講和と日本再武装」、1950年11月15日掲載）は、
- 単独講和＝45.6％
- 全面講和＝21.4％
- わからない＝33.0％

単独講和支持が、全面講和支持の2倍以上であり、社会党支持者でも全面講和支持が32％に対して、単独講和支持が53％もいる。全面講和は一般世論はもちろん社会党支持者でも少数派だった。

### アメリカとの事前交渉
1950年6月21日から27日にかけて国務長官顧問のジョン・フォスター・ダレスが来日し、6月22日吉田首相と会談した。また1951年1月25日、米講和特使ダレスが来日した。1月29日には吉田・ダレス会談が行われている。1月31日、第2次会談、2月7日、第3次会談がおこなわれた。2月11日、ダレスは、日本政府は米軍駐留を歓迎と声明し、フィリピンにむけて離日した。吉田首相は米国との安全保障取決めを歓迎し自衛の責任を認識すると声明した。3月27日、日本政府は、米政府よりダレス特使の構想にもとづいて米政府が作成した対日講和条約草案の交付を受ける。4月16日、ダレス特使が来日し、4月18日、連合国最高司令官マシュー・リッジウェイ、吉田首相と3者会談し、対日講和・安全保障に関する米国の基本的態度不変を確認した。
吉田は朝鮮戦争勃発を講和の好機到来と直感し、秘密裏に外務省の一部に講和条約のたたき台を作らせていた。更に表向きは経済交渉という触れ込みで池田勇人を訪米させ、この講和条約案を直接アメリカ国務省と国防省の高官に内示することにより、講和促進を図ったことが明らかになっている。

### 講和会議への招請
1951年（昭和26年）7月20日、米英共同で日本を含む全50ヶ国に招請状を発送し、また日本政府は米政府から講和会議への招請状を受理した。8月22日、フランスの要求を容れインドシナ三国（ベトナム、ラオス、カンボジア）にも招請状が発送された。連合国構成国の中華民国（中国国民党政権）、それと対立する中国共産党政権の両代表は招請されなかった（後述）。

#### 非参加国
インド、ビルマ、ユーゴスラビアは招請に応じず、講和会議に参加しなかった。インド首相のジャワハルラール・ネルーは、条約に外国軍の駐留事項を除外すること、日本が千島列島や樺太の一部をソ連に、澎湖諸島や台湾を中華民国に譲渡する必要があること、沖縄や小笠原諸島の占領継続などを理由に、日本に他の国と等しく名誉と自由が与えられていないとして、不参加を決めたとされる。

#### 中華民国および中華人民共和国
中国国民党率いる中華民国は第二次世界大戦中連合国の一員として日本と戦い勝利に貢献した。しかし条約締結当時、中華民国は中国共産党率いる中華人民共和国との内戦状態にあり、大陸側領土を喪失していた。
講和会議直前の1951年8月15日に、中国共産党政権の周恩来外相はサンフランシスコ平和会議開催に対し批判する声明を発表した。対日平和条約の内容が連合国共同宣言、カイロ宣言、ヤルタ協定、ポツダム宣言、降伏後の対日基本政策などの国際協定にいちじるしく違反しているとし、同条約がソ連を抜きにして米英側で決められたこと、中国共産党政権も講和会議に参加する権利があることを主張した。
サンフランシスコ平和条約発効の日である1952年4月28日に日本国と中華民国との間の平和条約を締結し、日本政府は中華民国を正統な政府と認定した。この状況は日中国交正常化まで続く。

#### 韓国と北朝鮮の参加要求と拒否
大韓民国は、「署名国」としての参加を度々表明し、一時は署名国リストにも掲載されていたが、当時の大韓帝国は日本に併合され、大韓民国臨時政府を承認した国も存在せず、また他の亡命政府のような「大韓民国臨時政府」の指揮下にある軍も存在しておらず、日本と交戦していなかったため招請されなかった。
韓国が「講和条約署名国としての資格がある」とアメリカ側へ訴え、これを受けて1949年（昭和24年）12月3日、駐韓アメリカ大使ジョン・ジョセフ・ムチオは、中国国民党軍の朝鮮人部隊、大韓民国臨時政府の存在、「韓国を署名国にすれば非現実的な対日賠償請求を諦めさせることができること」等を理由に韓国の参加をアメリカ国務省に要請した。これを受けて1949年（昭和24年）12月29日の条約草案では、韓国が締結国のリストに一旦加えられた。
日本政府としては、「在日朝鮮人を連合国民として扱わないことが保証されるならば、韓国の条約の署名への反対に固執しない」とジョン・フォスター・ダレス国務長官補に述べた。1950年6月25日に朝鮮戦争が勃発し英米も参戦するなか、1951年（昭和26年）5月の米英協議等において、第二次世界大戦において韓国が存在せず、ひいては日本と戦争をしていなかったことを理由に、イギリスが韓国の条約署名に反対した。イギリスの方針表明を受けて、アメリカも大戦中に韓国臨時政府を承認したことがないことから方針は変更された。
1951年（昭和26年）7月9日、ダレス国務長官補は韓国大使との会談で「韓国は日本と戦争状態にあったことはなく、連合国共同宣言にも署名していない」ことを理由に、韓国は講和条約署名国となれないことを再度正式に通知した。この会談で、韓国側は日本の在朝鮮半島資産の韓国政府および米軍政庁への移管、竹島・波浪島の韓国領編入、マッカーサー・ラインの継続などを記した要望書を提出したうえで「十分な信頼と信任により平和を愛する世界の国々との機構への日本人の受け入れに反対する」と、日本を国際社会に復帰させようとする対日講和条約締結に反対した。しかしアメリカは8月10日にラスク書簡で最終回答を行い、在朝鮮半島の日本資産の移管についてのみ認め、韓国のほかの要求を拒否した。しかしこの通知後も韓国は「署名国」としての地位の要求を継続した。
これに対してダレスは、8月22日に韓国大使の署名要求を再度拒否するとともに、講和会議へのオブザーバー資格での参加も拒否した。ただし、「非公式に代表を送るのであれば宿泊や会場入場等の便宜をはかる」と回答した。

### 講和会議と条約調印
8月16日、日本政府は、8月15日にGHQより受けとった講和条約最終草案全文を発表した。
9月4日から8日にかけて、サンフランシスコ市の中心街にあるオペラハウス（ウォーメモリアル・オペラ・ハウス）において全52カ国の代表が参加して講和会議が開催された。
日本の全権団は首席全権の吉田茂（首相）、全権委員の池田勇人（蔵相）・苫米地義三（国民民主党最高委員長）・星島二郎（自由党常任総務）・徳川宗敬（参議院緑風会議員総会議長）・一万田尚登（日銀総裁）の6人。吉田はできるだけ「超党派」の全権団にしたいと考えていたため、野党国民民主党の主張する臨時国会の召集要求を呑むなど妥協の末、委員参加を取りつけた。また日本社会党に対しても全権委員参加を要請したが、党内左派を中心に「全面講和」を主張していたため随員として片山哲（元首相）と浜井信三（広島市長）が参加するのにとどまった。
9月7日、吉田茂首相により、条約を受諾する演説が日本語でなされた。英語で行う予定で準備されていたが、直前になって日本語で行うことになり、急遽原稿が差し替えられ、長大な巻物式の急造原稿は現地のメディアからトイレットペーパーとも言われた。
セイロン代表ジュニウス・リチャード・ジャヤワルダナは、戦争中の空襲を指摘した上で、責任の所在・謝罪・反省を受け入れて、心の問題としての憎しみの連鎖が戦争に成る事を戒めた「憎悪は憎悪によって止むことはなく、慈愛によって止む」という仏陀の言葉を引用して、日本に対する賠償請求を放棄する演説を行った。
ソ連、ポーランド、チェコスロバキアの共産圏3国は講和会議に参加したものの、同じ社会主義国の中華人民共和国の不参加を理由に会議の無効を訴え署名しなかった。
9月8日、条約に49カ国が署名し講和会議は閉幕した。調印は、国名の英語表記のアルファベット順にこれを行い、講和当事国の日本が最後に調印した。署名は各国とも全権として会議に参加した者全員でこれを行った。

#### 署名国及び批准状況
| 国名                                                         | 批准日         | 批准の外務省告示日 | 告示番号 | 国務省回章     |
| ------------------------------------------------------------ | -------------- | ------------------ | -------- | -------------- |
| アルゼンチン                                                 | 1952年4月9日   | 1952年4月28日      | 第10号   |                |
| オーストラリア（イギリス連邦）                               | 1952年4月10日  | 1952年4月28日      | 第10号   |                |
| ベルギー                                                     | 1952年8月22日  | 1952年10月13日     | 第59号   |                |
| ボリビア                                                     | 1977年8月11日  | 1980年9月25日      | 第330号  | 1980年2月12日  |
| ブラジル                                                     | 1952年5月20日  | 1952年7月14日      | 第28号   |                |
| カンボジア（フランス連合）                                   | 1952年6月2日   | 1952年8月26日      | 第41号   |                |
| カナダ（イギリス連邦）                                       | 1952年4月17日  | 1952年4月28日      | 第10号   |                |
| セイロン（イギリス連邦）                                     | 1952年4月28日  | 1952年5月10日      | 第14号   |                |
| チリ                                                         | 1954年4月28日  | 1954年6月7日       | 第61号   | 1954年5月7日   |
| コロンビア ※                                                 |                |                    |          |                |
| コスタリカ                                                   | 1952年9月17日  | 1952年10月27日     | 第64号   |                |
| キューバ                                                     | 1952年8月12日  | 1952年10月13日     | 第59号   |                |
| ドミニカ共和国                                               | 1952年6月6日   | 1952年8月26日      | 第41号   |                |
| エクアドル                                                   | 1955年12月20日 | 1956年2月11日      | 第18号   | 1956年1月16日  |
| エジプト王国                                                 | 1952年12月30日 | 1953年3月7日       | 第11号   |                |
| エルサルバドル                                               | 1952年5月6日   | 1952年7月23日      | 第31号   |                |
| エチオピア帝国                                               | 1952年6月12日  | 1952年8月26日      | 第41号   |                |
| フランス                                                     | 1952年4月18日  | 1952年4月28日      | 第10号   |                |
| ギリシャ王国                                                 | 1953年5月19日  | 1953年7月6日       | 第54号   | 1953年6月4日   |
| グアテマラ                                                   | 1954年9月20日  | 1954年11月6日      | 第131号  | 1954年10月11日 |
| ハイチ                                                       | 1953年5月1日   | 1953年7月6日       | 第54号   | 1953年6月4日   |
| ホンジュラス                                                 | 1953年9月4日   | 1953年11月24日     | 第130号  |                |
| インドネシア ※                                               |                |                    |          |                |
| イラン帝国                                                   | 1956年8月29日  | 1956年9月17日      | 第103号  |                |
| イラク王国                                                   | 1955年8月18日  | 1955年9月16日      | 第105号  | 1955年8月23日  |
| ラオス王国（フランス連合）                                   | 1952年6月20日  | 1952年8月26日      | 第41号   |                |
| レバノン                                                     | 1954年1月7日   | 1954年2月22日      | 第23号   | 1954年4月5日   |
| リベリア                                                     | 1952年12月29日 | 1953年3月7日       | 第11号   |                |
| ルクセンブルク大公国 ※                                       |                |                    |          |                |
| メキシコ                                                     | 1952年3月3日   | 1952年4月28日      | 第10号   |                |
| オランダ                                                     | 1952年6月17日  | 1952年8月26日      | 第41号   |                |
| ニュージーランド（イギリス連邦）                             | 1952年4月10日  | 1952年4月28日      | 第10号   |                |
| ニカラグア                                                   | 1952年11月4日  | 1952年12月13日     | 第77号   |                |
| ノルウェー                                                   | 1952年6月19日  | 1952年8月26日      | 第41号   |                |
| パキスタン（イギリス連邦）                                   | 1952年4月17日  | 1952年4月28日      | 第10号   |                |
| パナマ                                                       | 1953年4月10日  | 1953年5月21日      | 第34号   | 1953年4月29日  |
| パラグアイ                                                   | 1953年1月15日  | 1953年3月7日       | 第11号   |                |
| ペルー                                                       | 1952年6月17日  | 1952年7月14日      | 第29号   |                |
| フィリピン                                                   | 1956年7月23日  | 1956年7月25日      | 第79号   |                |
| サウジアラビア                                               | 1954年3月13日  | 1954年4月24日      | 第42号   | 1954年4月5日   |
| シリア                                                       | 1952年12月29日 | 1953年3月7日       | 第11号   |                |
| トルコ                                                       | 1952年7月24日  | 1952年9月10日      | 第48号   |                |
| 南アフリカ連邦（イギリス連邦王国）                           | 1952年9月10日  | 1952年10月13日     | 第59号   |                |
| グレートブリテン及び北アイルランド連合王国（イギリス、英国） | 1952年1月3日   | 1952年4月28日      | 第10号   |                |
| アメリカ合衆国（米国）                                       | 1952年4月28日  | 1952年4月28日      | 第10号   |                |
| ウルグアイ                                                   | 1952年12月2日  | 1952年12月22日     | 第79号   |                |
| ベネズエラ                                                   | 1952年6月20日  | 1952年8月26日      | 第41号   |                |
| ベトナム国                                                   | 1952年6月18日  | 1952年8月26日      | 第41号   |                |
| 日本                                                         | 1951年11月28日 | 1952年4月28日      | 第10号   |                |

※は、調印はしたが批准はしていない国。なお上記の国名はいずれも調印時におけるものである。
平和条約は第23条１の規定により、日本及びアメリカ合衆国が批准書を寄託し、かつ、主たる占領国の過半数が批准書を寄託した時に、その時に批准書を寄託しているすべての国に関して効力を生ずるとなっている。従って条約の発効の告示（昭和27年4月28日付内閣告示第1号、昭和27年4月28日付外務省告示第10号）においても「1952年4月28日 日本標準時で22時30分（アメリカ合衆国東部標準時で8時30分）に条約が発効した」と時間まで入れて告示している。なお内閣告示は条約の発効の旨のみであるが、外務省告示は、発効までに批准書を寄託した国及びその批准書を寄託した日も告示している。
セイロンは、アメリカ合衆国の批准書を寄託したと同じ日の1952年4月28日のアメリカ合衆国東部標準時で13時30分に批准書を寄託した。条約が発効後に批准書を寄託した国については、批准書の寄託の日に効力を生ずるとなっているが、セイロンについて4月28日のどの時点で発効したかは不明である。
以後の外務省告示は批准書を寄託した日のみを告示していたが、フィリピン、イラン、ボリビアについての告示は、批准書を寄託した日及びその日に効力が生じた旨を告示している。
パナマが批准書を寄託した旨の告示（1953年5月21日付け外務省告示第34号）以後の告示においては、批准についての通報（アメリカ合衆国国務省回章）がその日付と併せて告示されている。ただしフィリピン、イランの告示にはない。

### （旧）日米安保条約締結
同9月8日、講和条約に続いて日本とアメリカ合衆国の代表は、サンフランシスコ市内のサンフランシスコ・プレシディオ内にある下士官集会所に移動、日本国とアメリカ合衆国との間の安全保障条約に調印した。
日米安全保障条約には首席全権代表・吉田茂が単独で署名した。吉田は無理に同行した池田勇人蔵相に対して、「この条約はあまり評判がよくない。君の経歴に傷が付くといけないので、私だけが署名する」と言い、署名の場に同席することは許さなかった。
吉田茂は、事前に昭和天皇に講和に関する情報を含む奏上を行っていた。1951年（昭和26年）9月14日、全権委員の帰国に際し、御使として侍従長の三谷隆信が羽田空港に差し遣わされた。

## 条約締結後
1951年（昭和26年）10月26日、衆議院が締結を承認（講和は307対47、安保は289対71）。11月18日には参議院が締結を承認（講和は174対45、安保は147対76）、内閣が条約を批准した。11月19日、奈良において昭和天皇が批准書を認証。11月28日にはアメリカ合衆国政府に批准書が寄託された。
条約第23条第1項のの規定により、アメリカ合衆国が批准書を寄託した1952年（昭和27年）4月28日 日本標準時で22時30分（アメリカ合衆国東部標準時で8時30分）に条約が発効した。

### 講和条約批准国以外との国際関係
日本国との平和条約、および（旧）日米安全保障条約の2条約の締結を以って日本は自由主義陣営の一員として国際社会に復帰した。他方で、共産主義陣営のソ連と中華人民共和国、北朝鮮との間では軋轢が続いた。
日本は同平和条約締結後、インド、中華民国と個別に講和条約を締結した。ソ連との間は1956年に共同宣言に合意し国交回復したが、依然として現在まで講和条約は結ばれていない。中華人民共和国との間は1972年に共同宣言に合意し国交を結び、1978年に日中平和友好条約を締結し共同宣言の内容に国際法上の拘束力を与えた。
- ユーゴスラビアとの間では1952年1月23日に書簡が交わされ、平和条約発効の日（1952年4月28日）をもって両国間の戦争状態が終了することが合意された[34]。
- 中華民国との間では、日本国との平和条約の発効日と同じ1952年4月28日に日華平和条約を調印[35]。
- ビルマ連邦は1952年4月30日に日本との戦争状態を終結する声明を出している[36]。
- 1952年（昭和27年）6月9日にインドは全ての賠償請求権を放棄するとともに日本は対印投資を約する日印平和条約が東京で締結された[22][37]。2005年の演説でインドのマンモハン・シン首相は講和条約に関する日印関係を思い出されるべき重要なことと語った[37]。
- ルクセンブルクは、条約に署名したが批准せず1953年3月10日に公文の交換により国交を回復した[38]。
- コロンビアは、条約に署名したが批准せず1954年5月28日に公文の交換により国交を回復した[38]。なお、1957年7月22日付け官報第9172号付録資料版によるとコロンビアは1941年12月8日に日本との国交を断絶したが最後まで日本に宣戦を布告せず、戦争状態にはなかった。
- 1956年10月19日、ソ連と日本は講和について合意を行い、日ソ共同宣言を発した。共同宣言が発効した同年12月12日より国交が正常化し、法的にも両国間の戦争状態が終了した。宣言の第9項では「引き続き平和条約締結交渉を行い、条約締結後にソ連は日本へ歯舞群島と色丹島を引き渡す」と明記されたが、択捉島および国後島の返還をも求める日本との間で平和条約交渉は停滞しており、また、ロシアによるウクライナ侵攻に対する日本の制裁への対抗策としてロシア側が平和条約交渉の中断を発表したこともあって、北方領土問題は現在も未解決のままである。
- インドネシアは条約に署名したが批准せず、1957年1月20日に署名された日本国とインドネシア共和国との間の平和条約において正式に講和することになった。同条約は1957年4月15日に発効している[39]。
- チェコスロバキアとの間では1957年2月13日に国交回復に関する議定書が締結され、戦争状態終結が合意された。この議定書は1957年5月8日に発効している[40]。
- ポーランドとの間では1957年2月8日に国交回復に関する協定が締結され、戦争状態終結が合意された。この協定は1957年5月18日に発効している[41]。
- 中華人民共和国との間では、1972年2月のニクソン大統領の中国訪問や国際連合でのアルバニア決議案可決を受けて、日本は1972年（昭和47年）9月29日、日中共同声明に合意し国交を結んだ。この声明で日本は中華人民共和国を「中国を代表する唯一の政府」と承認したため、中華民国は日本との関係を断交した。
- 条約発効直前の1952年1月18日、会議に招へいすらされなかった韓国政府は突如としてマッカーサー・ライン[注釈 16]に代わる李承晩ラインの宣言を行い、竹島に韓国軍が侵略した。李承晩ラインの宣言に対し一方的だとして日米両政府は非難した。その後、険悪になった日韓両国は1965年（昭和40年）の日韓基本条約の締結において国交を結んだが、竹島問題は現在も日韓での外交問題となっている。

### 批准前の国交回復
- チリは、1954年4月28日に批准しているが、それ以前の1952年10月17日に公文の交換により国交を回復した[42]。
- ボリビアは、条約署名から26年後の1977年8月11日に批准しているが、それ以前の1952年12月20日に公文の交換により国交を回復した[43]。
- イランは、1956年8月29日に批准しているが、それ以前の1953年11月に公文の交換により国交を回復した[44]。

### 全面講和論のその後
他方、冷戦構造に対して中立をとろうとする全面講和論はその後も展開され、山川均らの非武装中立論は社会党の党是ともなり、その後の日本をめぐる安全保障および日米同盟に関する議論を形成していった。なお条約の発効をもってレッドパージの一環として占領軍により発行を禁止されていたしんぶん赤旗が再刊された。
非武装中立論を批判する永井陽之助は長期的目標として非同盟＝中立が正しいとしても米ソ中三国の緊張緩和のテンポを考慮するべきだと論じた。このような議論は講和条約と同日に締結された旧日米安保条約を改定した日本国とアメリカ合衆国との間の相互協力及び安全保障条約が1960年に締結される前後、安保条約に反対する政治運動として安保闘争が繰り広げられた。

また在日米軍の問題は、沖縄の在日米軍基地問題に関して今日の日米関係の重要な外交上の争点となっている。沖縄県では、条約が発効した1952年4月28日を、引き続き1972年までアメリカの占領統治下に置かれることになった「屈辱の日」とし、2013年4月28日に日本政府主催の主権回復の日の記念式典について、沖縄から批判的な意見が出た。この問題には、昭和天皇が御用掛・寺崎英成を通じてGHQのウィリアム・ジョセフ・シーボルド宛てに伝達した、“天皇は租借条約によって沖縄が引き続き―最低でも100年―アメリカ占領下に置かれる事を希望している”旨の、いわゆる「沖縄メッセージ」も深く関係している。
全面講和論はその後も再評価されることがあり、2001年に朝日新聞紙上で坂本義和は当時、全面講和は1951年でなく朝鮮戦争やベトナム戦争の休戦協定時点であれば可能であったはずだと主張し、また、日米安保条約を「有事駐留」方式にすれば、ソ連が北方領土を認めた可能性もあるし、また沖縄への米軍基地集中も起こらなかったかもしれないと述べた。これに対して伊藤祐子は、戦後の日本はアメリカによって単独占領されており、したがって占領下の日本が独自の外交権も持てずに実質的に制限されていたことを考慮すれば、日本がアメリカの対日政策と無関係にみずから行動を起こすことは不可能であったと考えるべきだと批判した。また、全面講和が可能になる条件としては、アメリカの冷戦的思考と枠組みをソ連が受け入れるか、またアメリカが共産主義諸国を敵視しないことが必要であったが、それらはいずれも不可能であったため、全面講和は実現できなかっただろうと述べた。

## 記念事業
記念切手

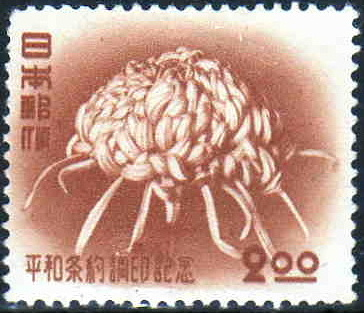
平和条約調印記念切手2円　アンダーライン付きの00は銭

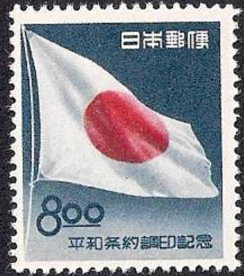
平和条約調印記念切手8円　アンダーライン付きの00は銭

日本国郵政省（現在の日本郵便）は、調印翌日の9月9日に事前に用意していた記念切手3種を発行した。2円切手と24円切手にはキクが描かれ、8円切手には国旗が描かれている。1996年4月8日に発行の戦後50年メモリアルシリーズの第1集中1枚は吉田が署名する場面が切手の意匠に採用された。2001年9月7日に調印50年を記念して、会場となったオペラハウスと秋草を描く記念切手を発行した。
署名50周年
2001年（平成13年）9月8日（日本時間では9月9日）、講和会議の会場であったオペラハウスにて、北カリフォルニア日本協会（the Japan Society of Northern California）の主催により「サンフランシスコ平和条約署名50周年記念式典」が開かれた。日本からは田中眞紀子外務大臣が、米国からはコリン・パウエル国務長官が出席しそれぞれ演説を行い、日米の同盟関係の更なる強化の必要性を確認し合った。この式典の前にサンフランシスコ・プレシディオにおいて、サンフランシスコ平和条約署名50周年記念式典も行われた。
署名60周年
2011年（平成23年）2月25日、自民党議員が「4月28日を主権回復記念日にする議員連盟」を設立。講和条約発効日である4月28日を主権回復記念日（主権回復の日）と定め、政府主催の記念行事を毎年開催するよう働きかけをおこなっていくとしている。
2013年には第2次安倍内閣下で、「主権回復・国際社会復帰を記念する式典」が行なわれた。

## 現在
太平洋戦争における対日本の公式な宣戦布告国家ではなく、且つ条約調印に招聘されなかった周辺国による条約否認・改定への動きもある。尖閣諸島問題で日中関係が悪化する中、2012年11月14日に中華人民共和国、韓国、ロシアによる「東アジアにおける安全保障と協力」会議が開かれた。席上、中華人民共和国外交部直属の中国国際問題研究所副所長郭憲綱は「日本の領土は北海道、本州、四国、九州4島に限られており、北方領土、竹島、尖閣諸島にくわえて沖縄も放棄すべきだ」と公式に演説した。そのためには中華人民共和国、ロシア、韓国による統一共同戦線を組んでアメリカの協力を得たうえで、サンフランシスコ平和条約に代わって日本の領土を縮小する新たな講和条約を制定しなければいけない、と提案した。
モスクワ国際関係大学国際調査センターのアンドレイ・イヴァノフは、この発言が中華人民共和国外交部の公式機関の幹部で外交政策の策定者から出たことに対し、多かれ少なかれ中華人民共和国指導部の意向を反映していると述べている。

## 関連文献
- 入江啓四郎『日本講和条約の研究』板垣書店、1951年。
- 外務省編纂 編『日本外交文書 サンフランシスコ平和条約 準備対策』 195巻、外務省、2006年1月。
- 外務省編纂 編『日本外交文書 サンフランシスコ平和条約 対米交渉』 198巻、外務省、2007年3月。
- 外務省編纂 編『日本外交文書 サンフランシスコ平和条約 調印・発効』外務省、2009年1月。
- 鹿島平和研究所 編『日本外交史 26 終戦から講和まで』鈴木九萬監修、鹿島研究所出版会、1973年。
- 西村熊雄 著、鹿島平和研究所 編『日本外交史 27 サンフランシスコ平和条約』鹿島研究所出版会、1971年。
- 西村熊雄『サンフランシスコ平和条約・日米安保条約』中央公論新社〈中公文庫 シリーズ戦後史の証言 占領と講和7〉、1999年7月。ISBN 4-12-203466-3。